# Oonops tucumanus
Oonops tucumanus är en spindelart som beskrevs av Simon 1907. Oonops tucumanus ingår i släktet Oonops och familjen dansspindlar. Inga underarter finns listade i Catalogue of Life.